# Brinellhardheid

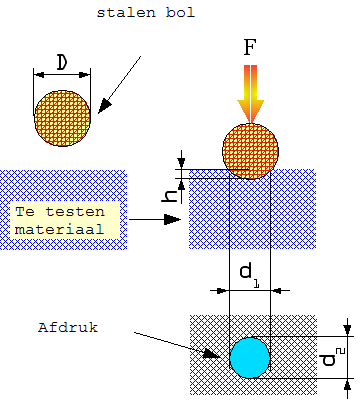

De hardheid volgens Brinell (HB), ook wel brinellhardheid, is een maat om de hardheid van een materiaal uit te drukken. De maat is vernoemd naar de Zweedse ingenieur Johan August Brinell (1849-1925), die deze maat introduceerde in 1900. Het was de eerste wijdverbreid gebruikte hardheidsmaat in de metallurgie.

## Methode
Bij de hardheidsmeting volgens Brinell wordt een kogel van gehard staal, of van wolfraamcarbide, in het te testen materiaal gedrukt. Deze kogel heeft meestal een diameter van 10,00 mm, maar afhankelijk van het te testen materiaal worden ook diameters van 5, 2,5 of 1 mm gebruikt. In principe geldt: hoe harder het materiaal des te kleiner de gebruikte kogel. De kracht waarmee gedrukt wordt, kan ingesteld worden afhankelijk van het te onderzoeken materiaal. De grootte van de indrukking is een maat voor de hardheid van het materiaal. De mate van indrukking wordt bepaald aan de hand van de diameter van de indrukking. De hardheid volgens Brinell (HB) wordt vervolgens  berekend als de verhouding van de aangewende kracht (in kilogramkracht (kgf) en de oppervlakte van de indrukking (bolkap) (in mm²) met de formule:
{\displaystyle \mathrm {HB} =C\cdot {\frac {F}{O}}=0{,}102\cdot {\frac {2F}{\pi \cdot D(D-{\sqrt {D^{2}-d^{2}}})}}}
Daarin is:
- {\displaystyle \mathrm {HB} } de hardheid volgens Brinell (kgf/mm²)
- {\displaystyle C={\frac {1}{g}}={\frac {1}{9{,}8066}}=0{,}102} een constante

met {\displaystyle g} de standaardwaarde van de zwaartekrachtsversnelling (kg m/s²)
- {\displaystyle F} de aangewende kracht (N)
- {\displaystyle O=\pi \,D\,h} de oppervlakte van de bolkap die in het materiaal is ingedrukt, met

{\displaystyle h} de diepte van de indrukking (mm)
- {\displaystyle d={\tfrac {1}{2}}(d_{2}+d_{1})}

met {\displaystyle d_{1}} en {\displaystyle d_{2}} twee onderling loodrechte metingen van de diameter van de indrukking (mm)
- {\displaystyle D} diameter van de kogel (mm)

De kracht, uitgedrukt in newton, wordt vermenigvuldigd met de constante 0,102 (d.w.z. gedeeld door 9,81), om de kracht om te rekenen naar de oude krachteenheid kilogramkracht en daarmee de nieuwe berekeningen van de hardheid overeen te laten komen met vroegere waarden die op de oude eenheid berustten.

## Testbare materialen
Het materiaaloppervlak moet vlak en schoon zijn. Verder moet de dikte voldoende zijn zodat het materiaal niet vervormd wordt door de kogel; in de praktijk moet de dikte meer zijn dan 8× de diepte h van de indruk.

## Voorbeelden
Gerangschikt van zacht naar hard materiaal.
| Materiaal                                  | Brinellhardheid                                                                      |
| ------------------------------------------ | ------------------------------------------------------------------------------------ |
| Naaldhout (bijvoorbeeld den)               | 1,6 HBS 10/100                                                                       |
| Loofhout                                   | 2,6 – 17,0 HBS 1,6 10/100                                                            |
| Lood                                       | 5,0 HB (zuiver lood; loodlegeringen kunnen variëren van 5,0 HB tot meer dan 22,0 HB) |
| Zuiver Aluminium                           | 15 HB                                                                                |
| Koper                                      | 35 HB                                                                                |
| Brons                                      | 65 HB (constructie materiaal) - 95 HB (gietbrons)                                    |
| Gehard AW-6060 Aluminium                   | 75 HB                                                                                |
| Staal (staal met een laag koolstofgehalte) | 120 HB                                                                               |
| 18–8 (304) roestvast staal annealed        | 200 HB[1]                                                                            |
| Glas                                       | 1550 HB                                                                              |
| Gehard snelstaal                           | 600 – 900 HB (HBW 10/3000)                                                           |
| Reniumdiboride                             | 4600 HB                                                                              |
"HBW" duidt aan dat er een wolfraam kogel werd gebruikt. "HBS" duidt op een stalen kogel. De "10" is de diameter van de kogel in mm en de "3000" is de kracht in kilogramkracht (kgf).

## Normen
- Europese normen en ISO: EN ISO 6506-1; EN ISO 6506-2; EN ISO 6506-3 (voor metalen)
- Amerikaanse ASTM-normen: ASTM E10